# Граничне (Кабардино-Балкарія)
Граничне (рос. Граничное) — село у Прохладненському районі Кабардино-Балкарії Російської Федерації.
Орган місцевого самоврядування — сільське поселення Красносільське. Населення становить 434 особи.

## Історія
Згідно із законом від 27 лютого 2005 року органом місцевого самоврядування є сільське поселення Красносільське.

## Населення
| 1970 | 1989 | 2002 | 2010 |
| ---- | ---- | ---- | ---- |
| 491  | ↗593 | ↘325 | ↗434 |